# Gustavo Testa
Pour les articles homonymes, voir Testa.
Gustavo Testa (né le 28 juillet 1886 à Boltiere, dans la province de Bergame et mort le 28 février 1969), est un cardinal italien de l'Église catholique romaine qui passa presque toute sa carrière ecclésiastique au sein du corps diplomatique du Vatican.

## Biographie
Gustavo Testa a été ordonné prêtre en 1910 pour le diocèse de Bergame.
Ses premières missions diplomatiques datent des années 1920 et le mèneront tout d'abord à Vienne (en) puis dans les régions du Ruhr et de Sarre en Allemagne.
Après la signature des accords du Latran en 1929, il devint conseiller auprès du nonce apostolique en Italie (en), en 1934, après avoir été nommé archevêque, devint le délégué apostolique du Vatican en Égypte et pour la Palestine (en). Il demeura au Moyen-Orient jusqu'à sa nomination à la nonciature en Suisse en 1953.
Le pape Jean XXIII lui octroya la pourpre cardinalice en 1959, le rappela à Rome où il servit de secrétaire, puis de préfet pour la Congrégation pour les Églises orientales jusqu'à sa démission en 1968.

## Succession apostolique
Gustavo Testa a ordonné les évêques suivants :
- Archevêque Giuseppe Mazzoli (en) (1935)
- Évêque Vincent Gelat (1948)
- Évêque Joseph Hasler (1957)
- Évêque Johannes Vonderach (1957)